# Ashleigh Shim
Ashleigh Jerise Shim (sinh ngày 11 tháng 11 năm 1993) là một cầu thủ bóng đá người Jamaica chơi ở vị trí tiền đạo cho đội tuyển quốc gia Jamaica. Cô cũng có quốc tịch Anh thuộc Quần đảo Cayman.

## Sự nghiệp Đại học
Shim chơi như một tiền đạo với FIU Panthers trong giai đoạn 2011-2014. Trong thời gian ở đó, cô đã ghi 17 bàn và thực hiện 13 pha kiến tạo.

## Câu lạc bộ sự nghiệp
Năm 2016, Shim chơi cho VfL Sindelfingen và FC Djursholm.

## Sự nghiệp quốc tế
Shim, người gốc Cayman thông qua bà ngoại của cô, đại diện cho Quần đảo Cayman tại Giải đấu Dưới 17 tuổi của Liên đoàn bóng đá Caribbean 2009.
Shim chuyển sang lòng trung thành với Jamaica vào năm 2015 và thi đấu tại vòng loại Giải vô địch Olympic nữ CONCACAF 2016 và vòng loại Giải vô địch nữ CONCACAF 2018. Shim xuất hiện lần đầu với đội tuyển quốc gia Jamaica vào ngày 25 tháng 8 năm 2015 so với Cộng hòa Dominica.

### Bàn thắng quốc tế
Tỉ số và kết quả liệt kê bàn thắng của Jamaica trước
| Số | Ngày                | Địa điểm                                 | Đối thủ                            | Tỉ số  | Kết quả | Cuộc thi                                |
| -- | ------------------- | ---------------------------------------- | ---------------------------------- | ------ | ------- | --------------------------------------- |
| 1  | 25 tháng 8 năm 2018 | Sân vận động quốc gia, Kingston, Jamaica | liên_kết=\|viền Antigua và Barbuda | 7 số 0 | 9 trận0 | Vòng loại Giải vô địch nữ CONCACAF 2018 |